# Juri River
Juri River är ett vattendrag i Bangladesh. Det ligger i den östra delen av landet, 190 km nordost om huvudstaden Dhaka.
Runt Juri River är det mycket tätbefolkat, med 1 095 invånare per kvadratkilometer.